# فانس جونسون
فانس جونسون (بالإنجليزية: Vance Johnson)‏ هو لاعب كرة قدم أمريكية أمريكي، ولد في 13 مارس 1963 في ترنتون في الولايات المتحدة.

## وصلات خارجية
- فانس جونسون على موقع الاتحاد الدولي لألعاب القوى (الإنجليزية)
- فانس جونسون على موقع مرجع كرة القدم المحترفة.كوم (الإنجليزية)